# Phare de Leasowe
Le phare de Leasowe est un ancien phare situé dans la zone de Leasowe (en) sur la côte nord de la péninsule de Wirral, entre Wallasey et Meols, dans le comté de Merseyside en Angleterre. Il est désaffecté depuis 1908
Il est maintenant protégé en tant que monument classé du Royaume-Uni de Grade II depuis mai 1952.

## Histoire
Le phare de Leasowe a été construit en 1763 par le Liverpool Corporation's Docks Committee (précurseur du Mersey Docks and Harbour Board (en)) et il est le plus ancien phare construit en brique en Grande-Bretagne. C'est une tour ronde de 33.5 m de haut, peinte en blanc et dont la lanterne a été enlevé. Selon la tradition locale, ses fondations ont été construites sur des balles de coton provenant d'un naufrage à proximité.
En 1763, William Hutchinson de Liverpool a installé ce qui a peut-être été le premier réflecteur parabolique dans un phare. Le phare fut l'un des quatre phares de la côte nord de Wirral, les autres étant deux à Hoylake et une lumière basse à Leasowe. Ce dernier fut bientôt détruit par la mer et fut remplacé par le phare de Bidston Hill en 1771. Le phare fut opérationnel jusqu'au 14 juillet 1908, avec le seul gardien de phare féminin connu, Mme Williams.
Il est devenu un salon de thé pour une période, mais n'a pas été utilisé avant 1989, car il a été la base du service de garde forestière du North Wirral Coastal Park (en). Il a été restauré et le bâtiment abrite un centre d'accueil. le 250e anniversaire du phare a été célébré en 2013. Le site ouvert pour l'accueil quotidien des visiteurs et la tour n'est accessible qu'aux visites guidées le premier dimanche après-midi de chaque mois.
Identifiant : ARLHS : ENG-063 .
|                     |
| Le phare de Leasowe |

|          |
| Le phare |

### Lien connexe
- Liste des phares en Angleterre